# اندیس نوشا ۲
نوشا ۲ یک اندیس غیرفلزی است که در حوالی شهر رامسر استان مازندران قرار دارد و مادهٔ معدنی موجود در آن، باریت است.  